# Delroy Lindo
Delroy George Lindo (n. 18 noiembrie 1952, Metropolitan Borough of Woolwich⁠(d), Anglia, Regatul Unit) este un actor american de origine jamaicană, născut în Marea Britanie. Acesta este câștigător al Premiilor NAACP Image, al Premiului Satellite, al Premiului Tony și a 2 premii Critics' Choice. Acesta a colaborat cu regizorul Spike Lee la filmele Malcolm X, Micii traficanți de droguri și Frăția celor cinci.

## Filmografie

### Filme de cinema
| An   | Titlu                  | Rol                              | Note           |
| ---- | ---------------------- | -------------------------------- | -------------- |
| 1976 | Find the Lady          | Sam                              |                |
| 1979 | More American Graffiti | Army Sergeant                    |                |
| 1990 | The Blood of Heroes    | Mbulu                            |                |
| 1990 | Mountains of the Moon  | Mabruki                          |                |
| 1990 | Bright Angel           | Harley                           |                |
| 1991 | The Hard Way           | Captain Brix                     |                |
| 1992 | Malcolm X              | West Indian Archie               |                |
| 1993 | Blood In Blood Out     | "Bonafide"                       |                |
| 1993 | Mr. Jones              | Howard                           |                |
| 1994 | L'exil du roi Behanzin | Behanzin                         |                |
| 1994 | Crooklyn               | Woody Carmichael                 |                |
| 1995 | Clockers               | Rodney Little                    |                |
| 1995 | Congo                  | Captain Wanta                    | Nemenționat    |
| 1995 | Get Shorty             | Bo Catlett                       |                |
| 1996 | Ransom                 | FBI Special Agent Lonnie Hawkins |                |
| 1996 | Broken Arrow           | Colonel Max Wilkins              |                |
| 1996 | Feeling Minnesota      | "Red"                            |                |
| 1997 | A Life Less Ordinary   | Jackson                          |                |
| 1997 | Pact cu Diavolul       | Phillipe Moyez                   | Nemenționat    |
| 1999 | Pros & Cons            | Kyle Pettibone                   |                |
| 1999 | The Cider House Rules  | Arthur Rose                      |                |
| 2000 | The Book of Stars      | Profesor                         |                |
| 2000 | Gone in 60 Seconds     | Detectiv Roland Castlebeck       |                |
| 2000 | Romeo Must Die         | Isaak O'Day                      |                |
| 2001 | Unicul                 | Agent Harry Roedecker            |                |
| 2001 | Heist                  | Bobby Blane                      |                |
| 2001 | Ultimul castel         | General de brigadă Jim Wheeler   |                |
| 2003 | The Core               | Dr. Ed "Braz" Brazzleton         |                |
| 2003 | Wondrous Oblivion      | Dennis Samuel                    |                |
| 2005 | Domino                 | Claremont Williams               |                |
| 2005 | Sahara                 | Carl                             |                |
| 2007 | This Christmas         | Joe Black                        |                |
| 2009 | Up                     | Beta (voice)                     |                |
| 2011 | The Big Bang           | Skeres                           |                |
| 2014 | Cymbeline              | Belarius                         |                |
| 2015 | Do You Believe?        | Malachi                          |                |
| 2015 | Point Break            | FBI Instructor Hall              |                |
| 2017 | Battlecreek            | Arthur                           |                |
| 2018 | Malicious              | Dr. Clark                        |                |
| 2020 | Da 5 Bloods            | Paul                             |                |
| 2021 | The Harder They Fall   | Bass Reeves                      |                |
| 2025 | Sinners                | Va fi anunțat                    | Post-producție |

### Televiziune
| An        | Titlu                             | Rol                                  | Note                                   |
| --------- | --------------------------------- | ------------------------------------ | -------------------------------------- |
| 1987      | Beauty and the Beast              | Isaac Stubbs                         | 2 episoade                             |
| 1989      | A Man Called Hawk                 | Mark Slater                          | Episodul: "Vendetta"                   |
| 1989      | Perfect Witness                   | Berger                               | Film de televiziune                    |
| 1991      | Against the Law                   | Ben                                  | Episodul: "Hoops"                      |
| 1996      | Soul of the Game                  | Satchel Paige                        | Film de televiziune                    |
| 1997      | First Time Felon                  | Calhoun                              | Film de televiziune                    |
| 1998      | Glory & Honor                     | Mathew Henson                        | Film de televiziune                    |
| 1999      | Strange Justice                   | Clarence Thomas                      | Film de televiziune                    |
| 2002      | The Simpsons                      | Gabriel                              | Voice; Episodul: "Brawl in the Family" |
| 2003      | Profoundly Normal                 | Ricardo Thornton                     | Film de televiziune                    |
| 2005      | Lackawanna Blues                  | Mr. Lucious                          | Film de televiziune                    |
| 2005      | The Exonerated                    | Delbert Tibbs                        | Film de televiziune                    |
| 2006–2007 | Kidnapped                         | Latimer King                         | Rol principal; 13 episoade             |
| 2009      | Law & Order: Special Victims Unit | Detectiv Victor Moran                | Episodul: "Baggage"                    |
| 2009      | Mercy                             | Dr. Alfred Parks                     | Episodul: "Can We Get That Drink Now?" |
| 2011      | The Chicago Code                  | Alderman Ronin Gibbons               | Rol principal; 11 episoade             |
| 2013      | Robot Chicken                     | Dopey Smurf, Scorpion Cashier (voci) | Episodul: "Papercut to Aorta"          |
| 2014      | Believe                           | Dr. Milton Winter                    | Rol principal; 13 episoade             |
| 2015      | Blood & Oil                       | "Tip" Harrison                       | Rol principal; 10 episoade             |
| 2016      | Marvel's Most Wanted              | Dominic Fortune                      | pilot nedifuzat                        |
| 2017–2021 | The Good Fight                    | Adrian Boseman                       | Rol principal; 40 episoade             |
| 2017      | This Is Us                        | Judge Ernest Bradley                 | Episodul: "The Most Disappointed Man"  |
| 2023–2024 | Unprisoned                        | Edwin Alexander                      | Rol principal; și producător executiv  |
| TBA       | Anansi Boys                       | Mr Nancy                             | Premiera în viitor                     |

### Teatru
| An      | Titlu                                                 | Rol                | Clădire                                                              |
| ------- | ----------------------------------------------------- | ------------------ | -------------------------------------------------------------------- |
| 1975–76 | Of Mice and Men                                       |                    | Royal Manitoba Theatre Centre                                        |
| 1979    | Spell Number 7                                        | Performer          | Negro Ensemble Company                                               |
| 1981–82 | Macbeth                                               | Performer          | Cincinnati Playhouse                                                 |
| 1982–83 | "Master Harold"...and the Boys                        | Willie             | Lyceum Theatre                                                       |
| 1983–84 | Home                                                  | Cephus Miles       | Hartford Stage Company                                               |
| 1983–84 | A Lesson from Aloes                                   | Performer          | Virginia Stage Company                                               |
| 1983–86 | A Raisin in the Sun                                   | Walter Lee Younger | Yale Repertory Theatre Roundabout Theatre Company                    |
| 1984–85 | The Black Branch                                      | Eli Crooner        | Actors Theatre of Louisville                                         |
| 1984–85 | Advice to the Players                                 | Robert Obosa       | Actors Theatre of Louisville                                         |
| 1985    | Much Ado About Nothing                                | Friar Francis      | Shakespeare & Company                                                |
| 1985–86 | Union Boys                                            | Performer          | Yale Repertory Theatre                                               |
| 1986–88 | Joe Turner's Come and Gone                            | Herald Loomis      | Huntington Theatre Company Old Globe Theatre Ethel Barrymore Theatre |
| 1988–89 | Cobb                                                  | Oscar Charleston   | Yale Repertory Theatre                                               |
| 1989–90 | Miss Evers' Boys                                      | Caleb Humphries    | Center Stage                                                         |
| 1990–91 | Julius Caesar                                         | Caius Cassius      | Center Theatre Group                                                 |
| 1992–93 | Othello                                               | Othello            | Great Lakes Theater                                                  |
| 1993    | The Heliotrope Bouqet by Scott Joplin & Louis Chauvin | Scott Joplin       | Playwrights Horizons' Theatre                                        |
| 1998    | Othello                                               | Othello            | Actors Theatre of Louisville                                         |
| 2008    | Agamemnon                                             | Agamemnon          | Getty Villa                                                          |
| 2009    | Things of Dry Hours                                   | Tice Hogan         | New York Theatre Workshop                                            |
| 2012    | The Exonerated                                        | Delbert Tibbs      | Bleecker Street Theater                                              |

### Jocuri video
| An   | Titlu | Rol         |
| ---- | ----- | ----------- |
| 2009 | Up    | Beta (voce) |